# 竹田川 (福井県)
竹田川（たけだがわ）は、福井県坂井市及びあわら市を流域とする河川。

## 地理
石川・福井県境にある、通称みつまた山（1063m）に源を発し、龍ヶ鼻ダムを経て、坂井市を直進しあわら市を東西に分けるように南下し、三国町の九頭竜川河口域で九頭竜川と合流、日本海に注ぐ。

## 流域の自治体
- あわら市
- 坂井市（丸岡町、三国町のみ）
- 福井市

## 並行する交通
- 国道364号

## 観光地

### 竹田川渓流
川のせせらぎ・自然が溢れている。

### 龍ヶ鼻ダム周辺
バーベキューや登山などが楽しめる。じょんごろ広場という公園もある。

## エピソード
- あわら市金津小学校の校歌の2番の歌詞に、竹田川がでてくる[4]。